# Reggaeton Wicked!
Reggaeton Wicked! es una saga de álbumes recopilatorio de reguetón, lanzado para el mercado de Japón el 10 de agosto del año 2005, bajo el sello japonés King Sound Records y distribuido por Fine Gold Productions. Contó con las participaciones de talentos emergentes como Alex Zurdo, Sanchia, Full Nelson, Ricky Peso, entre otros, y la producción musical de Beat Queen y Jetson El Súper. El segundo volumen, presentaría nuevos talentos del reguetón de España, México y Puerto Rico, como Paco Olivera, Ferry Frías de Locomía, H.O.M., Los Garrus, Quinta Avenida, por mencionar algunos.

## Lista de canciones
| N.º | Canción                           | Artista (s)                    |
| 1   | Intro                             | Beat Queen                     |
| 2   | Me Haces Falta                    | Sanchia                        |
| 3   | Bailando y Sudando                | Jetson, Nieto & J. Stone       |
| 4   | Estoy Yo (Here I Am)              | Full Nelson, Ms Gomez & Jet-V  |
| 5   | Porque me dijiste                 | Ms. Gomez                      |
| 6   | Y yo                              | Alex Zurdo                     |
| 7   | Vuelve Conmigo                    | Jetson junto a Rada            |
| 8   | Mis Lágrimas (The Afterparty Mix) | Cano & Jet-V                   |
| 9   | Mi Amiga                          | Alex Zurdo                     |
| 10  | Fuego Lento                       | Booby & Mi Rey                 |
| 11  | Me Voy Amanecer                   | Jetson, Nieto y J. Stone       |
| 12  | Cuanto Daria                      | Cano & Jet-V                   |
| 13  | Besa Me (Kiss Me) Interlude       | Michelle García                |
| 14  | Nena Peligrosa                    | Full Nelson                    |
| 15  | Mecánico                          | Mini & Mi Rey                  |
| 16  | Estoy Yo (Here I Am "Remix")      | Full Nelson, Ms. Gomez & Jey-V |
| 17  | Estan Malo                        | Ms. Gomez                      |

## Reggaeton Wicked! Vol. 2
La segunda entrega de la saga fue lanzada el 9 de noviembre de 2005, y se orientó al mercado emergente de México, España, sumando también exponentes de Puerto Rico.

### Lista de canciones
| N.º | Canción             | Artista (s)                   |
| 1   | Bailenlo            | Isaack junto a H.O.M. y Lizza |
| 2   | Boom Boom           | N.S FLOW                      |
| 3   | Crazy Reggaeton     | Boris junto a Isaak           |
| 4   | No puedo más        | H.O.M. junto a Nayalis        |
| 5   | Besos de fuego      | H.O.M.                        |
| 6   | Esperándote         | H.O.M.                        |
| 7   | Yeah! Maracuyeah    | DJ Kun                        |
| 8   | La noche soy yo     | Paco Aguilera                 |
| 9   | Llegó mi flow       | Quinta Avenida                |
| 10  | Nena                | Segunda base                  |
| 11  | La gata de mi socio | DJ Diego                      |
| 12  | Dale amor           | Ferry Frías                   |
| 13  | Mami                | Reggaeton Crew                |
| 14  | Dale reggaeton      | Los Garrus                    |
| 15  | Muero               | Yoni Teran                    |
| 16  | Sentir tu cuerpo    | Contraste                     |
| 17  | Sube metales        | New Plan                      |
| 18  | Tiritas             | El Q'Baila                    |
| 19  | Pasiones            | El Q'Baila                    |
| 20  | Esto es amor        | El Q'Baila                    |